# یونکرس یو ۴۸۸
یونکرس ۴۸۸ (به انگلیسی: Junkers Ju 488) یک هواگرد ساختِ کارخانهٔ یونکرس در کشور آلمان است. نخستین استفاده‌کنندهٔ این هواپیما نیروی هوایی آلمان نازی بوده‌است.